# Molophilus (Molophilus) tergospinosus
Molophilus (Molophilus) tergospinosus is een tweevleugelige uit de familie steltmuggen (Limoniidae). De soort komt voor in het Neotropisch gebied.